# Crazy Is My Life
„Crazy Is My Life” – drugi singel zespołu Golec uOrkiestra z albumu Golec uOrkiestra 1 wydany 15 czerwca 1999 roku.
Utwór był notowany na Liście Przebojów Programu Trzeciego. Utwór był wykorzystany w filmie pt. Pieniądze to nie wszystko. Znajduje się on również na płytach: Pieniądze to nie wszystko i The Best Of Golec uOrkiestra.

## Wystąpienia
31 grudnia 2024 zespół zaprezentował utwór podczas Sylwestrowej Mocy Przebojów organizowanej w Toruniu i emitowanej na antenie stacji Polsat.

## Twórcy
- Autor tekstu: Golec uOrkiestra, Olga Golec
- Wykonanie: Golec uOrkiestra